# Shōshi
Fujiwara no Shōshi (藤原彰子) ou impératrice Shōshi (988 – 25 octobre 1074), aussi connue sous le nom  Jōtōmon-in (上東門院), fille ainée de Fujiwara no Michinaga, est impératrice du Japon d'environ 1000 à 1011. Son père l'envoie vivre au harem de l'empereur Ichijō à l'âge de 12 ans. En raison de son pouvoir, de son influence et de ses machinations politiques, elle atteint rapidement le statut de deuxième impératrice. En tant que telle, elle réussit à s'entourer d'une cour de dames de compagnie de talent et instruites comme Murasaki Shikibu, l'autrice du Dit du Genji.
À l'âge de 20 ans, elle donne deux fils à Ichijō, qui tous deux deviennent empereurs et garants du statut de la lignée Fujiwara. À la fin de sa trentaine, elle prononce ses vœux en tant que nonne bouddhiste, renonçant à ses droits et titres impériaux, et prend le titre de Dame impériale. Elle continue à être un membre influent de la famille impériale jusqu'à sa mort à 86 ans.

## Impératrice

L'impératrice Shōshi avec son fils en bas âge, le futur empereur Atsuhira est représentée dans cet emaki du XIIIe siècle, avec son père Fujiwara no Michinaga et sa dame de compagnie Murasaki Shikibu qui président la cérémonie des 50 jours de la naissance de l'enfant.

Au milieu du IXe siècle, Fujiwara no Yoshifusa se proclame lui-même sesshō et kampaku (régent) de l'empereur Seiwa— son jeune petit-fils — tandis que le clan Fujiwara domine la politique de la cour jusqu'à la fin du XIe siècle par des mariages stratégiques de filles Fujiwara dans la famille impériale et l'utilisation des régences. Fujiwara no Michinaga a quatre filles qu'il prépare pour les marier à des empereurs. À cette époque, les empereurs disposent de peu de pouvoir, ne tiennent qu'une position nominale pour des rituels et sont souvent trop jeunes pour prendre des décisions. À leur place, la première position dans la structure du pouvoir est détenue par un régent avec une puissance souvent mesurée à l'étroitesse des relations familiales de celui-ci à l'empereur. En 995, Fujiwara no Michitaka et Fujiwara no Michikane, les deux frères de Michinaga, meurent à peu de temps l'un de l'autre, laissant la régence vacante; Michinaga remporte une lutte de pouvoir contre son neveu Fujiwara no Korechika, frère de Teishi, épouse de Ichijō, aidé par sa sœur Senshi (mère de l'empereur Ichijō, épouse de l'empereur En'yū). Parce que Teishi soutient Korechika - plus tard discrédité et banni de la cour - sa base de pouvoir se désintègre.
Quatre ans plus tard, Michinaga envoie Shōshi, sa fille ainée, au harem de l'empereur Ichijō lorsqu'elle a 12 ans à peu près,. Un an après avoir placé Shōshi au harem impérial, dans une tentative pour saper l'influence de Teishi et augmenter la réputation de Shōshi, Michinaga fait désigner sa fille impératrice bien que Teishi détient déjà le titre. Comme l'explique l'historien Donald Shively (en), « Michinaga choque même ses admirateurs en arrangeant la nomination sans précédent de Teishi (ou Sadako) et Shōshi comme impératrices concurrentes du même empereur, Teishi portant le titre habituel de « Lustré porteur héritier » kōgō et Shōshi celui de « Palatine intérieure (chūgū), un équivalent toponymique dérivé inventé pour l'occasion ». Elle continue de porter le titre de « Grande impératrice » (kōtaigō) et « Grande impératrice senior » (taikōtaigō).

## Dames de compagnie

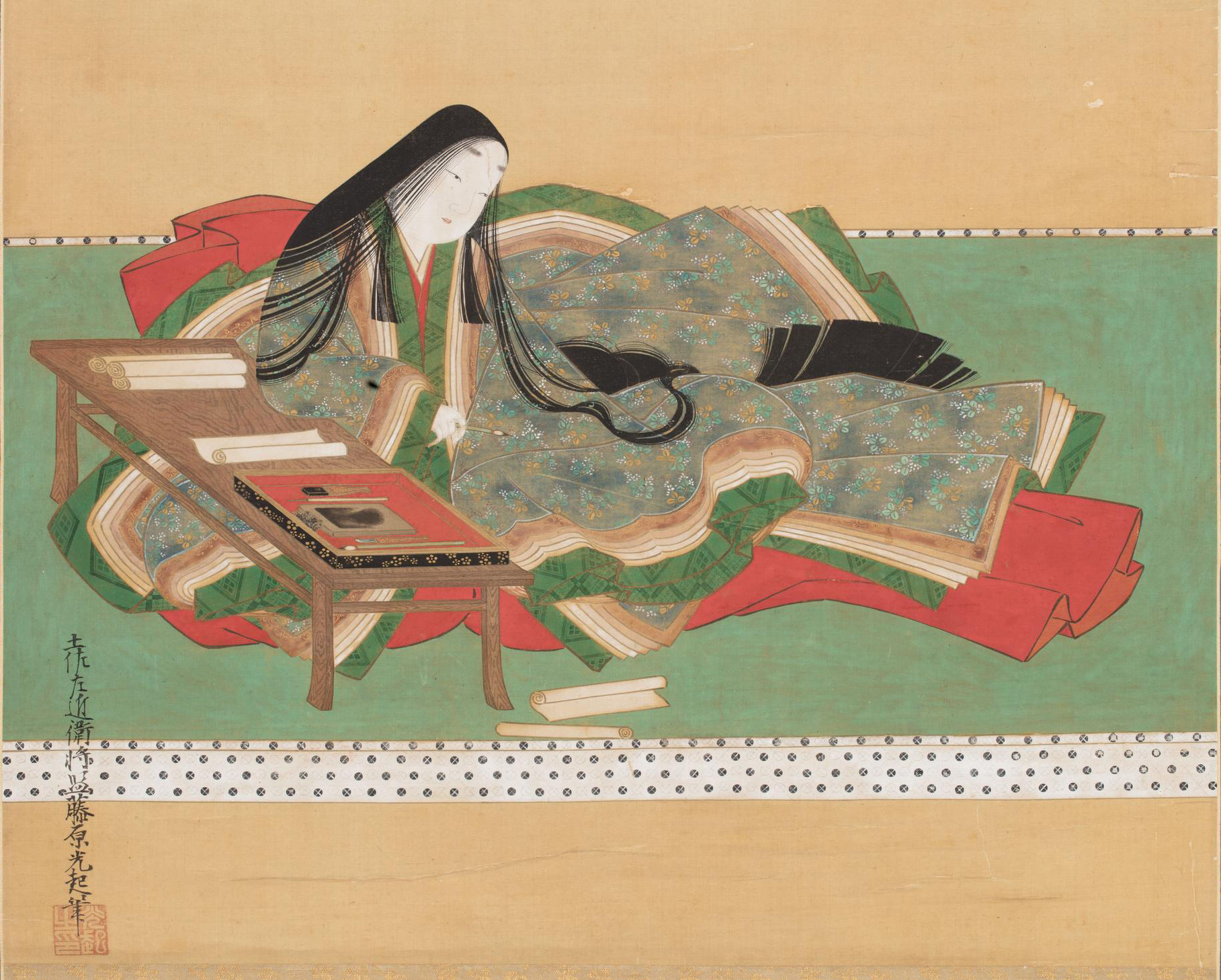
Murasaki Shikibu, sur une illustration de la fin de XVIe siècle par Tosa Mitsuoki, rejoint la cour de Shōshi vers 1005.

Pour donner du prestige à Shōshi et la rendre attirante dans une cour qui valorise l'éducation et la connaissance, Michinaga cherche des  dames de compagnie talentueuses et instruites pour créer un salon rival de celui de Teishi et Senshi (filles de l'empereur Murakami). Michinaga invite Murasaki Shikibu, auteure du Le Dit du Genji, à la cour de Shōshi où elle rejoint Izumi Shikibu et Akazome Emon. Sei Shōnagon, l'auteure des Notes de chevet, se trouve à la cour de Teishi en tant qu'écrivaine et dame de compagnie. Ces femmes de la cour des deux impératrices écrivent certaines des œuvres les plus durables de la littérature de l'époque de Heian,.
Bien qu'elle vive au palais impérial, la résidence principale de Shōshi se trouve dans l'une ou l'autre des nombreuses demeures de son père, en particulier après l'incendie du palais impérial en 1005. Shōshi a environ 16 ans lorsque Murasaki rejoint sa cour, sans doute pour lui apprendre le chinois. Le japonologue Arthur Waley décrit Shōshi comme une jeune fille sérieuse à partir d'un passage de Murasaki qui écrit dans son journal : « Au fil des ans Sa Majesté commence à acquérir une plus grande expérience de la vie et ne juge plus autrui selon les mêmes normes rigides comme auparavant ; mais dans l'intervalle, sa cour a acquis une réputation d'extrême platitude et est boudée par tous ceux qui peuvent s'arranger pour l'éviter ». Par ailleurs, Murasaki décrit les conseils que Shōshi donne à ses dames d'honneur pour ne pas paraître trop coquettes :
Sa Majesté nous avertit constamment que c'est une grande erreur d'aller trop loin « car une seule erreur peut avoir des conséquences très désagréables » et ainsi de suite dans le style ancien; mais elle nous demande aussi maintenant de ne pas rejeter les avances de manière à blesser les sentiments des gens. Malheureusement, les habitudes de longue date ne sont pas si faciles à changer ; En outre, maintenant que les frères extrêmement élégants de l'impératrice amènent beaucoup de leurs jeunes amis courtisans pour se divertir chez elle, nous devons en auto-défense nous faire plus vertueuses que jamais.

## Mère de deux empereurs
Shōshi donne deux fils à Ichijō, en 1008 et 1009. Les naissances sont décrites en détail dans le Journal de Murasaki Shikibu. Les garçons sont nés dans le manoir de leur grand-père à Tsuchimikado en présence de prêtres bouddhistes,. La naissance d'Atsuhira, deuxième fils de Shōshi, est difficile, aussi pour apaiser les mauvais esprits, subit-elle un rasage de tête rituel, bien que seule une mèche de cheveux est coupée. Ce rituel est considéré comme ayant été une ordination mineure, ou jukai dans le bouddhisme, dans le but de bénéficier de la protection divine si sa vie et celle de son enfant à naître sont en danger.
Les cérémonies rituelles se déroulent pendant des jours spécifiques après les naissances. Comme il est accoutumé, la première visite de Michinaga à Shōshi prend la forme d'un somptueux rituel seize jours après qu'elle a donné naissance. Dans son journal, Murasaki décrit les vêtements d'une femme de l'assistance, « Son manteau avait cinq manches de rouge foncé bordé de blanc et sa robe de pourpre était de soie battue ». Le 50e jour après la naissance, une cérémonie se déroule au cours de laquelle l'enfant se voit offrir un morceau de mochi;  Michinaga effectue le rituel d'offrande du gâteau de riz à son petit-fils Atsuhira. Dans son journal, Murasaki décrit l'événement auquel elle a probablement assisté.
L'influence de Michinaga signifie que les deux fils de Shōshi ont plus de chances de monter sur le trône que les enfants de Teishi, en particulier après la mort de Teishi en 1001. Lorsqu'Ichijō abdique en 1011 et meurt peu de temps après, le fils ainé de Shōshi, le futur empereur Go-Ichijō, est désigné prince héritier. À cette époque, Shōshi se retire du palais impérial pour vivre dans un manoir des Fujiwara dans la région du lac Biwa, probablement accompagnée par Murasaki. En 1016 lorsque Michinaga fait déposer l'empereur Sanjō — marié à Kenshi, sœur cadette de Shōshi — Go-Ichijō devient empereur. Le second fils de Shōshi, l'empereur Go-Suzaku, devient prince héritier en 1017. Avec un empereur et un prince héritier pour fils, la position de Shōshi est assurée et elle acquiert une grande influence à la cour.
Pendant de nombreuses années le pouvoir de Shōshi s'étend jusqu'au choix des amis et parents pour combler les postes de la cour et à l'approbation des consorts, décisions qui affectent la cour impériale. Les consorts qu'elle sélectionne sont les descendants directs de son père, et ce faisant elle affirme son contrôle de la lignée de son père pendant de nombreuses années.

## Dame impériale
Il n'est pas rare pour les femmes de l'aristocratie de l'époque de Heian de prendre des vœux religieux et de devenir nyūdō tout en restant dans la vie laïque. Comme son père et sa tante Seishi l'ont fait avant elle, Shōshi participe à 39 ans en 1026, à une cérémonie d'ordination afin de devenir nonne bouddhiste. Cela se fait lors d'une somptueuse cérémonie organisée dans un endroit décoré de paravents illustrés de feuilles en or, où des cadeaux inestimables sont échangés et à laquelle assistent les courtisans, vêtus de magnifiques costumes. Le rituel est effectué par cinq prêtres, trois représentant la hiérarchie la plus ancienne de la prêtrise bouddhiste, dont l'un est le cousin de Shōshi qui a célébré la cérémonie de coupe de cheveux au cours de laquelle ses longs cheveux ont été coupés aux épaules, dans le style appelé amasogi. Elle prend à cette époque le nom Jōtōmon-in. Cette cérémonie, son second jukai, symbolise le passage du statut d'impératrice à celui de Dame impériale, un changement de mode de vie et la désigne comme une nonne novice. Cependant, la recherche contemporaine suggère que du pouvoir politique est gagné plutôt que perdu en devenant dames impériales, malgré l'abandon des droits impériaux et l'obligation de se consacrer à des rites bouddhistes. Comme c'est la coutume des femmes nobles de sa période, Shōshi aborde les rites d'ordination par étapes; beaucoup plus tard dans sa vie et à l'occasion d'un autre rituel, elle reçoit les vœux pleins et à ce moment est l'objet d'un rasage complet de la tête.
Les deux premières impératrices à prendre le titre de Dame impériale sont Seishi, suivie plus tard de Shōshi. Avec le titre vient une nouvelle résidence et l'autorisation de recruter des hommes pour la maisonnée. Le rôle de Shōshi comme Dame impériale, ainsi qu'il est indiqué dans l'Eiga Monogatari, est étudié et imité par les femmes de la cour impériale qui un jour peut-être lui succéderont comme Dames impériales.
Elle meurt en 1074 âgée de 86 ans.

## Source de la traduction
- (en) Cet article est partiellement ou en totalité issu de l’article de Wikipédia en anglais intitulé « Empress Shōshi » (voir la liste des auteurs).